# Kosa Dvoech Pilotov

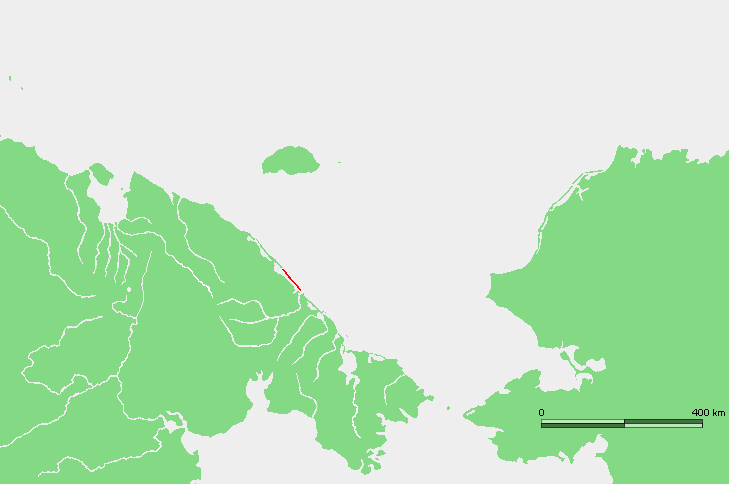
Locatie van Kosa Dvoech Pilotov aan de noordkust van Tsjoekotka

Kosa Dvoech Pilotov (Russisch: Коса Двух Пилотов; "Landtong van de Twee Piloten") is de benaming voor twee langgerekte smalle eilanden aan de noordoostkust van het district Ioeltinski van de Russische autonome okroeg Tsjoekotka, aan de zuidwestkust van de Tsjoektsjenzee. Ze liggen op ongeveer 60 tot 100 kilometer van Kaap Schmidt. De beide eilanden lopen in het verlengde van elkaar over een lengte van ongeveer 52,5 kilometer bij een breedte van slechts 20 tot 140 meter tussen de Straat Pilgyn in het noordwesten en de monding van de Amgoeëmarivier in het zuidoosten. Ze sluiten in de vorm van een landtong de meestal bevroren lagunes Tynkoergin (Тынкургын) en Tynkergynpilgyn (Тынкэргынпильгын) af van de Tsjoektsjenzee. Op 2 kilometer ten zuidoosten van Kosa Dvoech Pilotov, nabij de monding van de Amgoema, ligt het eilandje Lena.
De landtong bestaat uit zand en kiezels en is onbegroeid. Er bevinden zich kolonies walrussen en zeehonden.

## Naam en geschiedenis
De landtong is vernoemd naar de Amerikaanse vlieger Carl Ben Eielson en zijn technicus Earl Borland, die hier op 9 november 1929 dodelijk neerstortten met hun vliegtuig Hamilton toen ze poogden om 15 passagiers van het schip Nanuk te redden, die vast waren komen te zitten in het pakijs nabij Kaap Nord (oude naam van Kaap Schmidt). De landtong werd in 1933 naar hen vernoemd, toen hun vliegtuig werd gevonden. Begin jaren 1990 werd het vliegtuig opnieuw opgespoord en in onderdelen naar Fairbanks (Alaska) gebracht, waar de onderdelen tentoongesteld zijn in een museum.
In 1938 landde een geologische expeditie onder leiding van A. Devjatkin op de landtong om er een basis op te zetten voor de levering van goederen aan het in aanbouw verkerende Ioeltin, dat toen nog geen wegverbinding had, wat de landtong de meest dichtstbijzijnde plek maakte om de plaats te bevoorraden. De basis bestond uit drie houten huizen en een aantal tenten, waar het jaar erop 73 arbeiders onder de meest barre omstandigheden moesten werken en leven. De plaats werd Dalstroj(a) genoemd, naar de Goelagorganisatie Dalstroj, die de mijnbouw in de hele toenmalige oblast Magadan coördineerde. Vanuit Dalstroj werden de goederen per slede en tractor naar Ioeltin en andere mijnwerkersnederzettingen vervoerd. Pas in 1951 kwam de wegverbinding tussen Egvekinot en Ioeltin gereed.
In 1957 werd in opdracht van het radiometeorologisch centrum in Pevek een hydrometeorologisch station geopend aan de monding van de Amgoeema, dat alleen functioneerde in de zomer en waar een zendoperator en een hydrometeoroloog werkten uit het radiometeorologisch centrum van Mys Sjmidta. Dit station was actief tot in de jaren 1970. Aan noordwestzijde bevindt zich een vuurtoren.